# Castello di Rondinara
Das Castello di Rondinara ist eine hochmittelalterliche Burg in Rondinara, einem Ortsteil von Scandiano in der italienischen Region Emilia-Romagna. Es liegt in der Via della Riva.

## Geschichte und Beschreibung
Die Burg liegt am Ufer des Tresinarobaches in der Nähe der Kirche San Giovanni Battista. Die erste urkundliche Erwähnung des Gebäudes stammt aus dem Jahre 1010, als es der Kirchengemeinde von Reggio nell’Emilia gestiftet wurde. Später taucht die Burg in der Liste der Güter auf, mit denen Bonifatius von Canossa 1070 belehnt wurde. 1335 gehörte sie den Da Foglianos, die sie auch nach der Investitur von Feltrino Gonzaga im Jahre 1361 behielten.
1426 wurde die Burg von den D’Estes besetzt und 1453 gehörte sie erneut den Da Foglianos. 1528 kaufte die Familie Sertorio das Anwesen und Herzog Alfonso I. d’Este bestätigte den rechtmäßigen Verkauf. 1614 wurde das Castello di Rondinara an den Grafen Giovanni Cortese weiterverkauft, der es seinen Nachkommen weitergab. Heute gehört die Burg, von der nur die Umfassungsmauern und ein Teil des Hauptgebäudes, das wiederhergestellt wurde, erhalten sind, der Familie Gazzotti.